# 敗瓜五
海豚座κ，又名BD+09 4600，HD 196755、SAO 126059、HR 7896，是海豚座的一颗恒星，视星等为5.05，位于銀經55.18，銀緯-18.47，其B1900.0坐标为赤經20h 34m 16.3s，赤緯+9° -18.47′ 2″。